# Olafova společnost
V sérii dětských knih Řada nešťastných příhod od Lemonyho Snicketa měl hrabě Olaf původně deset lidí, kteří tvořili jeho divadelní společnost. Kromě toho, že hráli v divadle, také pomáhali hraběti Olafovi s jeho zlými plány. V pozdějších knihách série byl každý z Olafovy společnosti zabit nebo od hraběte sám odešel.

## Původní herecká společnost

### Plešatý muž s dlouhým nosem
Plešatý muž s dlouhým nosem (známý také jako Holohlavý muž) je jeden ze členů původního Olafova divadelního spolku. V knize Zlý začátek je také jeden člen divadelní společnosti označován jako Muž s bradavicemi. Tato postava se však v sérii později nikdy nevyskytla. Někteří fanoušci věří, že to byl právě Plešatý muž s dlouhým nosem. Jeho krycí jméno bylo Flacutono, anagram hraběte Olafa.
Plešatý muž hraběti Olafovi pomáhal v jeho plánech. V Ohavné pile nosil bílou kudrnatou paruku a chirurgickou roušku. Přestrojil se tak za mistra Flacutona, mistra v Mizerovské pile. Několikrát podrazil Klausovi Baudelairovi nohy, aby mu rozbil brýle. Plán pokračoval návštěvou oční ordinace, kde pracoval hrabě Olaf a jeho kolegyně Doktorka Orwellová. Klaus byl zhypnotisován.
Plešatý muž se dále objevil v knize Zákeřná nemocnice. V této knize je převlečený do stejného kostýmu jako v Ohavné pile a nazývá se Doktor Flacutono. On, hrabě Olaf a ostatní spolčenci měli vykonat první kranioektonomii (odstranění hlavy). Operovaným člověkem měla být Violet Baudelairová. Její smrt měla být označena jako nehoda. Sourozenci ji však zachránili právě včas.
S Plešatým mužem s dlouhým nosem se setkáme naposledy v knize Masožravý lunapark. Spadne do lví jámy v lunaparku a je jimi sežrán společně s Madam Lulu.

#### Muž s bradavicemi na tváři
Muž s bradavicemi na tváři je tajemný společník. Objevil se pouze v knize Zlý začátek. Jeho úkol byl zhasnout jevištní osvětlení, aby mohl utéct hrabě Olaf a divadelní společnost. Spekuluje se, že to však mohl být Plešatý muž s dlouhým nosem nebo muž s puchýři na celé tváři, který se objevil v knize Masožravý lunapark. Nicméně tyto informace nebyly v knihách nikdy odhaleny.

### Osoba neznámého pohlaví
Osoba neznámého pohlaví patří mezi původní členy Olafovy společnosti. Jak už nadpis vypovídá, nedá se určit, jestli je to žena nebo muž. Tento člověk nikdy nemluví, možná je němý. Poprvé se objevil v knize Zlý začátek. V knize Široké okno byl přestrojený za hlídače v půjčovně jachet kapitána Shama (což je hrabě Olaf) a tím ztížli sourozencům Baudelairovým ukradení jachty, kterou potřebovali na áchranu tety Josephine. Za hlídače (tentokrát ale za hlídače Heimlichovy nemocnice) byl přestrojený i v knize Zákeřná nemocnice. V této nemocnici také nakonec uhořel.

### Ženy s bílými tvářemi
Dvě ženy s bílými tvářemi jsou původní členky Olafovy divadelní společnosti. Není o nich známo mnoho informací. Ví se o nich pouze to, že měly další sourozence, kteří zemřeli při požáru. Je pro ně typické maskování v podobě bílých líčidel na tváři. Jejich přezdívky jsou Flo a Tocuna. Tyto přezdívky jsou anagramem hraběte Olafa.
Ženy pomáhaly hraběti Olafovi v jeho plánech v knize Strohá akademie. Převlečeni za dvě pracovnice a vydávačky jídla v kovových maskách sledovaly během děje celé knihy sourozence Baudelairovy a Duncana a Isadoru Quagmireyovou. Na konci přinutily nastoupit Duncana a Isadorou do Olafova auta a odjely s nimi.
V knize Zákeřná nemocnice přišly na operaci (kranioektonomii) Violet Baudelairové pozdě. Klaus a Sunny Baudelairová se zmýlili jinými dvěma ženami s bílými tvářemi, než přijeli. Krátce potom, co opravdové ženy s bílými tvářemi přijely, Baudelairovi běželi, aby unikli všem společníkuům hraběte Olafa z operačního sálu.
Ženy se posléze unavily stále pokračujícími podvody hraběte Olafa a opustily ho v Ledové stěně. Vypravěč říká, že není známo, co se stalo s ženami, když odešli z hor, navzdory nespočetných dní pátrání. Je ale mnoho pověstí o jejich osudu.

## Pozdější společníci

### Colette
Colette je hadí žena. Poprvé se objevila v knize Masožravý lunapark a je zaměstnaná v lunaparku Caligari v Domě hrůzy.
Když Violet, Klaus a Sunny Baudelairová byli stíháni za zločiny, které nespáchali, převlékli se za zrůdy. To mělo za následek, že pracovali s Colette a jejími spolupracovníky. Všichni žili v maringotce v lunaparku s jejich kolegy-zrůdami: Hugem, hrbáčem a Kevinem, obourukým. Na konci knihy Masožravý lunapark se Colette, Hugo a Kevin připojí k hraběti Olafovi.
Colette se objevuje jako vedlejší postava v knihách Ledová stěna a Předposlední utkání. Přestrojí se za chemika, aby pomohla hraběti Olafovi v pozdějších plánech. Zda přežila požár hotelu Rozuzlení, je neznámo.

### Georgina Orwellová
Doktorka Orwellová je oční lékařka žijící v městě Mizerově. V knize Ohavná pila je doktorka Orwellová spíše hypnotihzérka a hypnotizuje Klause.
Ve stejné knize se ona a Sunny Baudelairová utká v šermířském souboji. Doktorka Orwellová používá meč a Sunny pouze svoje čtyři ostré zuby. Doktorka Orwellová byla zabita, když couvala na otáčející se kotouč pily používaný pro řezání dřeva.
Úplné jméno Doktorky Orwellové je Georgina Orwellová a její jméno je založeno nejspíše na jménu spisovatele George Orwella.

### Kevin
Obouruký muž která

### Muž s vousy ale bez vlasů a Žena s vlasy ale bez vousů
Muž s vousy ale bez vlasů a žena s vlasy ale bez vousů nepatřili k Olafově společnosti, ale stáli také na jeho straně. Jsou to zloduši tak zlí, že se jich bojí i sám hrabě Olaf a také Lemony Snicket, který nepoužívá jejich skutečná jména. Šíří kolem sebe zřetelnou auru nebezpečí.
Poprvé se objevili v desátém díle (Ledová stěna), kde vypálili ústředí D.P., přinesli hraběti Olafovi Snicketovu složku a také se zapletli do incidentu s orly a nabíráním nových členů do Olafovy společnosti. Ve dvanáctém díle (Předposlední utkání) vystupovali v převlečení za soudce.